# Piermario Morosini
Piermario Morosini (ur. 5 lipca 1986 w Bergamo, zm. 14 kwietnia 2012 w Pescarze) – włoski piłkarz występujący najczęściej na pozycji defensywnego pomocnika. Zmarł w trakcie meczu. Morosini przebywał w Livorno na zasadzie wypożyczenia z Udinese. Był wychowankiem Atalanty Bergamo.

## Kariera klubowa
Piermario Morosini był wychowankiem Atalanty BC. Zawodową karierę rozpoczynał w 2005 roku w Udinese Calcio, działacze którego wykupili połowę praw do karty zawodnika. W Serie A Włoch zadebiutował 23 października podczas przegranego 0:1 meczu z Interem Mediolan. Łącznie w sezonie 2005/2006 Morosini rozegrał 5 ligowych pojedynków i razem z Udinese uplasował się na 10. pozycji w tabeli. Wystąpił także w 3 meczach Pucharu Włoch oraz spotkaniu Pucharu UEFA z Lewski Sofia. Po zakończeniu rozgrywek piłkarz został wypożyczony do Bologny. Z nowym klubem w sezonie 2006/2007 zajął 8. miejsce w Serie B. Morosini pełnił rolę rezerwowego – wystąpił łącznie w 18 spotkaniach, w tym 8 w podstawowym składzie.
W lipcu 2007 roku włoski gracz podpisał kontrakt z Vicenzą Calcio. W nowym zespole zadebiutował 1 września podczas zremisowanego 1:1 spotkania drugiej ligi przeciwko AlbinoLeffe. W sezonie 2007/2008 był podstawowym zawodnikiem Vicenzy, a w linii pomocy grywał najczęściej z takimi graczami jak Luca Rigoni, Luis Helguera i Cristian Raimondi. Morosini zanotował łącznie 34 ligowe występy – wszystkie w podstawowym składzie i strzelił 1 gola. Vicenza w tabeli Serie B zajęła 17. miejsce. W kolejnych rozgrywkach wychowanek Atalanty również miał zapewnione miejsce w wyjściowej jedenastce, a w linii przyszło mu grać między innymi z Davide Bottone, Stefano Bottą i Antonino Bernardinim.
W 2009 roku Morosini powrócił do Udinese Calcio, działacze którego zapłacili za transfer 1,5 miliona euro. 31 sierpnia 2009 roku Włoch został jednak wypożyczony do drugoligowej Regginy. 1 lutego 2010 roku został natomiast wypożyczony do Calcio Padova, która nie zdecydowała się wykupić jego karty po zakończeniu okresu wypożyczenia.
W styczniu 2011 roku został wypożyczony do Vicenzy Calcio, gdzie zagrał 15 spotkań. 31 stycznia 2012 roku został wypożyczony do Livorno.

## Śmierć
14 kwietnia 2012 roku podczas meczu upadł na murawę. Niestety nie udało się go uratować. W 31. minucie gry ofensywną akcję przeprowadzali jego przeciwnicy. Morosini pozostał nieco obok. Były młodzieżowy reprezentant Włoch zachwiał się i upadł twarzą na murawę. Targały nim silne konwulsje. Sytuację dostrzegł arbiter, zaalarmowany przez siedzących na ławkach rezerwowych i przerwał spotkanie. Pomocy piłkarzowi udzielili medycy, starając się uratować mu życie zastosowaniem masażu serca.
Chwilę później 25-latek był już w ambulansie. W drodze do szpitala jego serce przestało bić, a lekarze starali się przywrócić czynności życiowe przy pomocy defibrylatora.
Morosini zmarł w karetce pogotowia. Powodem śmierci było zatrzymanie akcji serca. Kiedy dotarł do szpitala, już nie żył – powiedział jeden z lekarzy.
Z powodu śmierci piłkarza wszystkie zaplanowane mecze na weekend (14-15 kwietnia 2012) Serie A i Serie B zostały odwołane.
Według raportu z sekcji zwłok, który opublikowano po upływie dwóch i pół miesiąca, przyczyną śmierci włoskiego piłkarza było rzadkie genetyczne schorzenie, które stopniowo zamienia komórki mięśniowe serca w tłuszcz, bardzo trudne do wykrycia.

## Kariera reprezentacyjna
Morosini miał za sobą występy w młodzieżowych reprezentacjach Włoch, dla których rozegrał już łącznie ponad 50 meczów. W drużynie do lat 21 zadebiutował 5 września 2006 roku podczas wygranego 1:0 spotkania z Austrią. W 2009 roku Pierluigi Casiraghi powołał go do 23–osobowej kadry na mistrzostwa Europy do lat 21.